# Axel Julien
Axel Julien (Saint-Tropez, Francia, 27 de junio de 1992) es un baloncestista francés que pertenece a la plantilla del JDA Dijon de la Pro A francesa. Con 1,85 metros de estatura, juega en la posición de base.

## Trayectoria deportiva
Axel se formó en Hyères-Toulon Var Basket con el que debutó en 2009 en la LNB Pro A francesa. En mayo de 2012, logró el trofeo al mejor jugador del campeonato Sub-23, anotando la cifra de 20,6 puntos y aportando 6,5 asistencias.
El 6 de mayo de 2014, formó parte de la lista de 16 jugadores preseleccionados de la Selección de baloncesto de Francia para recorrer China e Italia durante el mes de junio. En junio de 2015 fue seleccionado por Pascal Donnadieu para participar en la Universiada 2015 en Corea del Sur.
En 2012, tras el descenso del Hyères-Toulon Var Basket a la Pro B, continuaría otras tres temporadas en su conjunto de formación.
El 4 de junio de 2015, Axel puso fin a su etapa en el Hyères-Toulon Var Basket tras seis temporadas y cambió la Pro B para comprometerse con el JDA Dijon de la LNB Pro A, para continuar a las órdenes del técnico Laurent Legname.
En el conjunto del JDA Dijon jugaría durante otras 6 temporadas, desde 2015 hasta 2021.
En la temporada 2021-22, firma por el JL Bourg Basket de la LNB Pro A francesa, en el que promedia 8.4 puntos y 6.1 asistencias en la liga doméstica, y 8.8 puntos y 5.1 asistencias en la EuroCup.
El 31 de mayo de 2024 regresó a las filas del JDA Dijon de la LNB Pro A.

### Internacional
En 2017, debutó con la Selección de baloncesto de Francia en los encuentros clasificatorios para el Eurobasket 2017. Años más tarde, volvería a la selección francesa para disputar los clasificatorios para el Eurobasket 2021.